# Tobias Mehler
Tobias David Mehler (ur. 1 kwietnia 1976 roku w Yellowknife) – kanadyjski aktor, reżyser i scenarzysta, który odniósł sukces międzynarodowy grając w amerykańskich produkcjach telewizyjnych i filmowych.

## Filmografia

### Filmy fabularne
- 1994: Frostfire jako chłopak na przyjęciu
- 1996: Opowieści z krypty – orgia krwi (Bordello of Blood) jako chłopak podczas orgii
- 1996: Sabrina, nastoletnia czarownica (Sabrina the Teenage Witch) jako Harvey
- 1998: Grzeczny świat (Disturbing Behavior) jako Andy Effkin
- 2001: Lawina (Avalanche Alley, TV) jako Simon
- 2001: Władca życzeń III: Miecz sprawiedliwości jako Greg Jansen, później Archanioł Michał
- 2002: Carrie (TV) jako Tommy Ross
- 2006: Córka Mikołaja (Santa Baby, TV) jako Grant Foley
- 2006: Canes jako Tony Sturkel
- 2007: Bitwa w Seattle (Battle in Seattle) jako Jonathan
- 2007: Kto tu rządzi? (Write & Wrong, TV) jako Richard Fleiss

### Seriale TV
- 1996: Mroczne dziedzictwo (Poltergeist: The Legacy) jako Brad
- 1996: Madison jako Garret Shea
- 1997: Po tamtej stronie (The Outer Limits) jako Nicky Reeves
- 1997: Viper jako Sanders
- 1998: Millennium jako Alex Glaser
- 1998: Fatalny rewolwer (Dead Man’s Gun) jako Marcus Rice
- 1998: Po tamtej stronie (The Outer Limits) jako Eric Nichols
- 1998–2002: Gwiezdne wrota (Stargate SG-1) jako pułkownik Graham Simmons
- 2002: Wybrańcy obcych (Taken) jako pułkownik Williams
- 2002: Wydział spraw zamkniętych (Cold Squad) jako Noah
- 2002: Jeremiah jako Zach
- 2004: Battlestar Galactica jako Zak Adama
- 2005: Młodzi muszkieterowie (Young Blades) jako D’Artagnan
- 2005–2007: Robson Arms jako Bobby Briggs
- 2009: Battlestar Galactica jako Zak Adama